# 박수일 (군인)
박수일(朴秀逸, 1956 ~ )은 조선민주주의인민공화국의 군인 겸 정치인이다. 조선인민군 중장 겸 당중앙위원회 위원이다. 조선인민군 총참모부 제1부총참모장 겸 작전총국장이다.

## 경력
조선인민군 중장으로 제8군단 군단장이다. 2016년 5월, 조선로동당 제7차 대회에서 조선로동당 중앙위원회 위원에 임명되었다. 2018년 9월 조선인민군 총참모부 제1부총참모장 겸 작전총국장에 올랐다.

## 최고인민회의 대의원
2014년 3월 최고인민회의 제13기 137선거구의 대의원을 지냈다.

## 기타
2015년 11월 리을설 사망과 2018년 8월 김영춘 사망 당시에 국가장의위원회 위원을 맡았다.